# Comitas
Genre
Synonymes
Turricula (Comitas) Finlay, 1926
Comitas est un genre de mollusques gastéropodes marins de l'ordre des Neogastropoda et de la famille des Pseudomelatomidae.

## Liste des espèces
Selon World Register of Marine Species (28 septembre 2019) :
- Comitas abnormis L. C. King, 1933 †
- Comitas aequatorialis (Thiele, 1925)
- Comitas albicincta (Adams & Reeve, 1850)
- Comitas aldingensis Powell, 1944 †
- Comitas allani Powell, 1942 †
- Comitas anteridion (R. B. Watson, 1881)
- Comitas arcana (E. A. Smith, 1899)
- Comitas bilix Marwick, 1931 †
- Comitas bolognai Bozzetti, 2001
- Comitas breviplicata (E. A. Smith, 1899)
- Comitas chuni (Martens, 1901)
- Comitas curviplicata Sysoev, 1996
- Comitas declivis Powell, 1931 †
- Comitas elegans Sysoev, 1996
- Comitas ensyuensis (Shikama, 1977)
- Comitas erica (Thiele, 1925)
- Comitas eurina (E. A. Smith, 1899)
- Comitas exstructa (Martens, 1904)
- Comitas fusiformis (Hutton, 1877) †
- Comitas gagei P. A. Maxwell, 1988 †
- Comitas galatheae Powell, 1969
- Comitas granuloplicata Kosuge, 1992
- Comitas halicyria (Melvill, 1904)
- Comitas hayashii (Shikama, 1977)
- Comitas ilariae Bozzetti, 1991
- Comitas imperfecta L. C. King, 1933 †
- Comitas kaderlyi (Lischke, 1872)
- Comitas kaipara Laws, 1939 †
- Comitas kamakurana (Pilsbry, 1895)
- Comitas kenneti Beu, 1970 †
- Comitas kirai Powell, 1969
- Comitas kuroharai (Oyama, 1962)
- Comitas latescens (Hutton, 1873) †
- Comitas latiaxialis (P. Marshall, 1918) †
- Comitas laura (Thiele, 1925)
- Comitas lurida (Adams & Reeve, 1850)
- Comitas malayana (Thiele, 1925)
- Comitas margaritae (E. A. Smith, 1904)
- Comitas melvilli (Schepman, 1913)
- Comitas murrawolga (Garrard, 1961)
- Comitas nana P. A. Maxwell, 1988 †
- Comitas oahuensis Powell, 1969
- Comitas obliquicosta (Martens, 1901)
- Comitas obtusigemmata (Schepman, 1913)
- Comitas onokeana L. C. King, 1933
- Comitas opulenta (Thiele, 1925)
- Comitas pachycercus Sysoev & Bouchet, 2001
- Comitas pagodaeformis (Schepman, 1913)
- Comitas parvifusiformis B.-Q. Li & X.-Z. Li, 2008
- Comitas paupera (R. B. Watson, 1881)
- Comitas peelae Bozzetti, 1993
- Comitas powelli Rehder & Ladd, 1973
- Comitas raybaudii Bozzetti, 1994
- Comitas rex Sysoev, 1997
- Comitas rotundata (R. B. Watson, 1881)
- Comitas saldanhae (Barnard, 1958)
- Comitas saudesae Cossignani, 2018
- Comitas silicicola Darragh, 2017 †
- Comitas stolida (Hinds, 1843)
- Comitas subcarinapex Powell, 1942 †
- Comitas subsuturalis (Martens, 1901)
- Comitas suluensis Powell, 1969
- Comitas suratensis (Thiele, 1925)
- Comitas terrisae Vella, 1954 †
- Comitas thisbe (E. A. Smith, 1906)
- Comitas trailli (Hutton, 1873)
- Comitas vezo Bozzetti, 2001
- Comitas vezzaroi Cossignani, 2016
- Comitas waihaoensis Powell, 1942 †
- Comitas williamsi Marwick, 1965 †

- Comitas (Boreocomitas) Hickman, 1976 †, un synonyme de Boreocomitas Hickman, 1976 †
  - Comitas (Boreocomitas) oregonensis Hickman, 1976 † , un synonyme de Boreocomitas oregonensis (Hickman, 1976) †
- Comitas claviforma Kosuge, 1992, un synonyme de Leucosyrinx claviforma (Kosuge, 1992)
- Comitas luzonica Powell, 1969, un synonyme de Leucosyrinx luzonica (Powell, 1969)
- Comitas symbiotes (Wood-Mason & Alcock, 1891), un synonyme de Borsonia symbiotes (Wood-Mason & Alcock, 1891)
- Comitas yukiae (Shikama, 1962), un synonyme de Antiplanes yukiae (Shikama, 1962)